# Kanalia
Kanalia (Grieks: Κανάλια) is een dorp in Magnesia, Thessalië, Griekenland, onderdeel van de gemeente Rigas Feraios. Het ligt 26 kilometer van Volos en op een hoogte van 80 meter boven zeeniveau.  Het is gebouwd op de fundering van de Acropolis Voivis in de vlakten van Metochi. Op de heuvel boven het dorp zijn de overblijfselen van de muren van het oude Voivis te zien, de Homerische Boebe (Grieks: Βοίβη), evenals de ruïnes van drie forten die de weg beschermden. Kanalia, Kapourna en Kerasia vormden samen de eerste gemeente Voivis in Volos. De kerk van Sint Nicolaas (11e eeuw) ligt in de omgeving van het dorp. Bezoekers van het gebied kunnen genieten van de overvloed aan amandelbomen als ze in bloei staan, en ze de viering bijwonen van de bloeiende amandelbomen.
Het nabijgelegen Karla-meer, vroeger Kanalia geheten, werd tussen 1960 en 2000 drooggelegd. Sinds 2001 heeft de Griekse regering geprobeerd het meer weer zijn eerdere omvang te geven, met financiële steun van de Europese Unie.